# (1254) Erfordia
(1254) Erfordia es un asteroide que forma parte del cinturón de asteroides y fue descubierto el 10 de mayo de 1932 por Johannes Franz Hartmann desde el Observatorio Astronómico de La Plata, Argentina.

## Designación y nombre
Erfordia fue designado inicialmente como 1932 JA.
Más adelante se nombró por la ciudad alemana de Érfurt.

## Características orbitales
Erfordia está situado a una distancia media de 3,135 ua del Sol, pudiendo alejarse hasta 3,237 ua. Su inclinación orbital es 7,072° y la excentricidad 0,03265. Emplea 2027 días en completar una órbita alrededor del Sol.